# Torricelli-Sprachen
Die Torricelli-Sprachen bilden eine Sprachfamilie von etwa fünfzig Sprachen, die alle auf dem nördlichen Festland von Papua-Neuguinea gesprochen werden. Insgesamt gibt es etwa 80.000 Sprecher, allein 30.000 entfallen auf Arapesh. Die Torricelli-Sprachen werden in drei geographisch getrennten Gebieten gesprochen.

## Untergliederung der Sprachfamilie
- Kombio-Arapesh (neun Sprachen)
  - Arapesh (drei Sprachen: Mufian, Arapesh/Bumbita, Bukiyip)
  - Kombio (sechs Sprachen: Aruek, Eitiep, Torricelli, Wom, Kombio, Yambes)
- Maimai
  - Beli
  - Laeko-Libuat
  - Maimai Proper (drei Sprachen: Heyo, Siliput, Yahang)
  - Wiaki
- Marienberg-Sprachen (sieben Sprachen: Bungain, Buna, Elepi, Kamasau, Juwal, Wiarumus, Urimo)
- Monumbo (zwei Sprachen: Lilau, Monumbo)
- Urim
- Wapei-Palei
  - Palei (sieben Sprachen: Agi, Alatil, Bragat, Aruop, Nabi, Aiku, Wanap)
  - Urat
  - Wapei (zwölf Sprachen: Au, Dia, Elkei, Gnau, Ningil, Olo, Sinagen, Valman, Yapunda, Yis, Yil, Yau)
- West Wapei
  - One (sechs Sprachen)
  - Seti
  - Seta